# Исландско-японские отношения
Исландско-японские отношения — двусторонние дипломатические отношения между Исландией и Японией. Государства являются членами Организации Объединённых Наций, Всемирной торговой организации (ВТО) и Организации экономического сотрудничества и развития.

## История

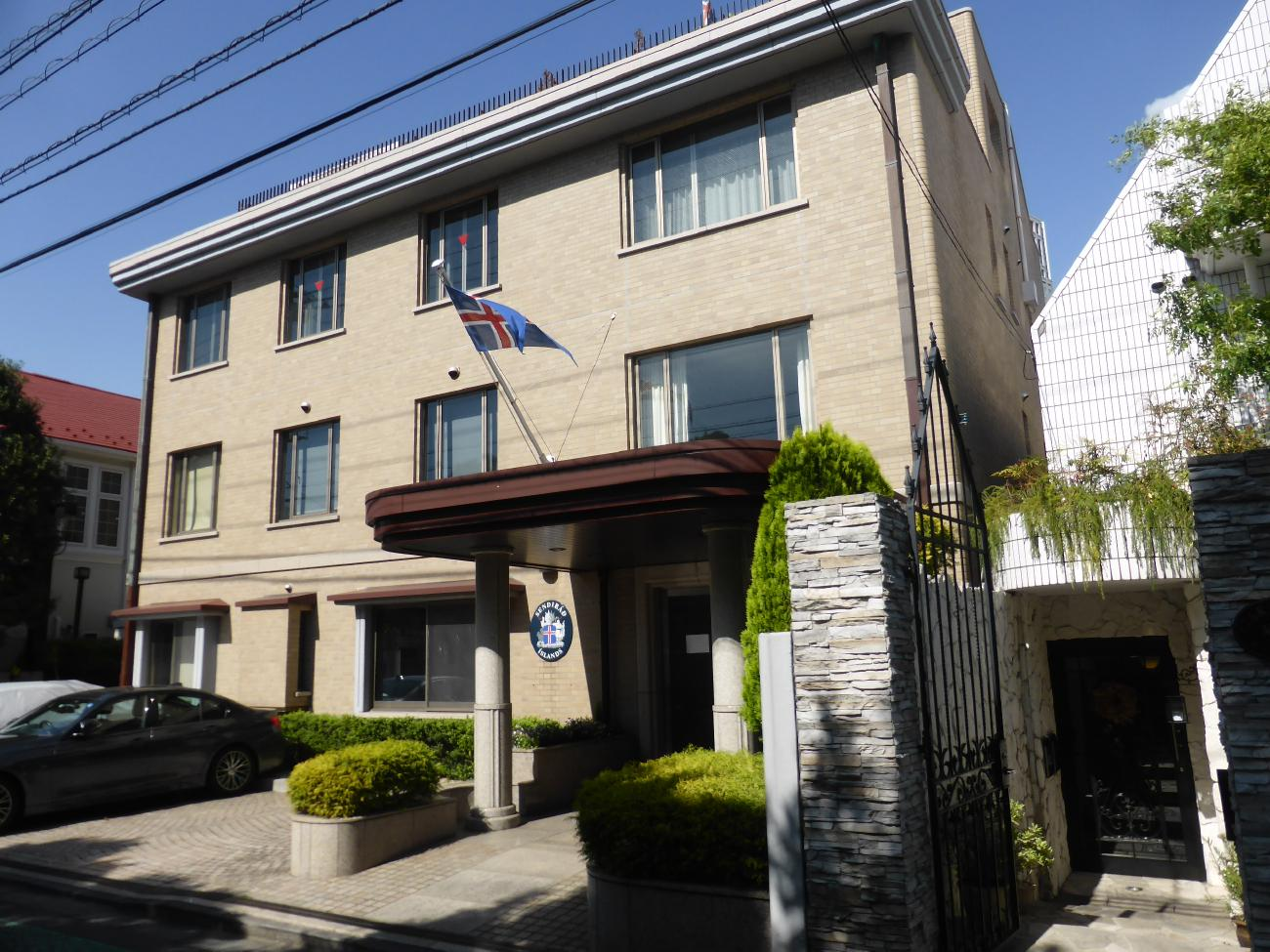
Посольство Исландии в Токио

В 1814 году Исландия стала частью Королевства Дании. В 1867 году Королевство Дании и Япония подписали «Договор о дружбе, торговле и мореплавании». Все торговые отношения между Исландией и Японией осуществлялись через Данию. В 1944 году Исландия стала независимым государством, а 8 декабря 1956 года Исландия и Япония установили дипломатические отношения.
В июне 1999 года премьер-министр Японии Кэйдзо Обути осуществил официальный визит в Исландию, во время которого объявил о планах открытия посольства в Рейкьявике. В 2002 году государства открыли посольства в столицах. В 2003 году Исландский университет начал преподавать японский язык, став первым университетом в стране, где преподают азиатский язык и специализируются на азиатской культуре. В 2005 году Исландия обратилась к Японии с предложением о свободной торговле. Оба государства подвергаются международной критике из-за того, что продолжают китобойный промысел. В 2016 году государства отметили 60-летие дипломатических отношений.

## Визиты на высоком уровне
Из Исландии в Японию:
- Премьер-министр Давид Оддссон (1994, 2003);
- Премьер-министр Хадльдоур Аусгримссон (2005).

Из Японии в Исландию
- Премьер-министр Кэйдзо Обути (1999).

## Соглашения
Между государствами подписано Соглашение об устранении двойного налогообложения в отношении налогов на доходы и предотвращении уклонения от уплаты налогов (2018 год), а также Соглашение о рабочей визе во время отпуска (2018 года).

## Торговля
В 2015 году объём товарооборота между государствами составил сумму 222 миллиона долларов США. Экспорт Исландии в Японию: рыба и сталь. Экспорт Японии в Исландию: автомобили и электронное оборудование. Несколько известных многонациональных японских компаний, таких как: Honda, Sony, Toshiba и Toyota, представлены в Исландии.

## Дипломатические представительства
- Исландия имеет посольство в Токио[10].
- Япония содержит посольство в Рейкьявике[11].